# Craspedolepta espinosa
Craspedolepta espinosa är en insektsart som beskrevs av Loginova 1963. Craspedolepta espinosa ingår i släktet Craspedolepta och familjen rundbladloppor. Inga underarter finns listade i Catalogue of Life.